# Łyżwiarstwo wyprawowe

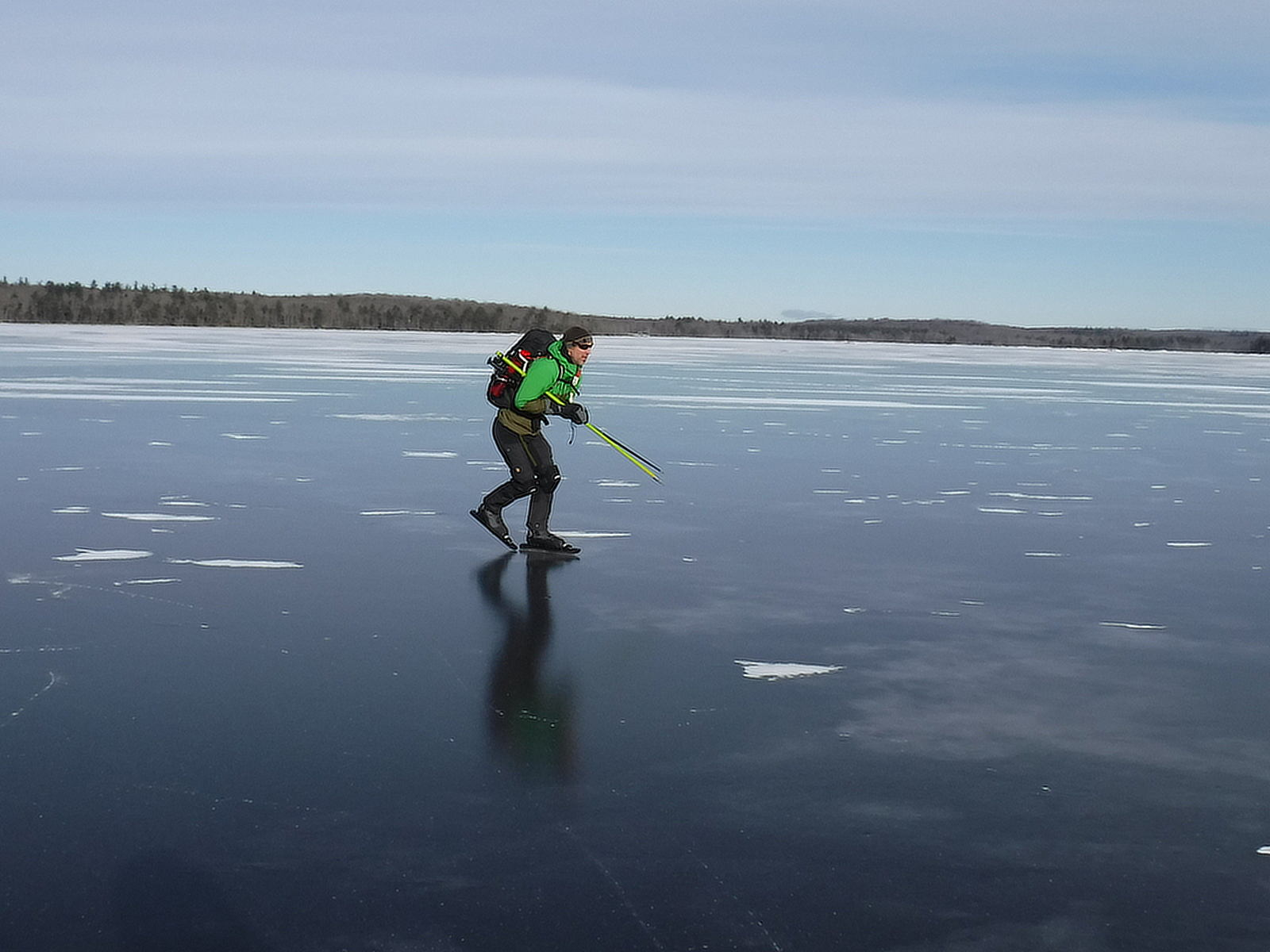
Łyżwiarz na zamarzniętym jeziorze w Kanadzie w ekwipunku nordyckim

Łyżwiarstwo wyprawowe, określane też jako łyżwiarstwo turowe, nordyckie, turystyczne, tripskate, (ang. tour/nordic/dutch/wild/long distance/backcountry/cross-country skating, nid. Toerschaatsen, nor. turskøyting, szw. långfärdsskridskoåkning, fin. retkiluistelu, fr. patinage nordique) – forma aktywności sportowej na świeżym powietrzu z wykorzystaniem łyżew. Polega na przemieszczaniu się po naturalnym lodzie na zamarzniętych akwenach wodnych jak jeziora, rzeki, kanały, wody przybrzeżne mórz. Jest to sport popularny przede wszystkim w krajach nordyckich, Kanadzie, Holandii, czy na Alasce, ale potencjalnie obecny wszędzie tam, gdzie zimą naturalnie występują warunki do jego uprawiania. Łyżwiarstwo wyprawowe może odbywać się z wykorzystaniem dedykowanego sprzętu, jak i łyżew rekreacyjnych, czy wyczynowych. 

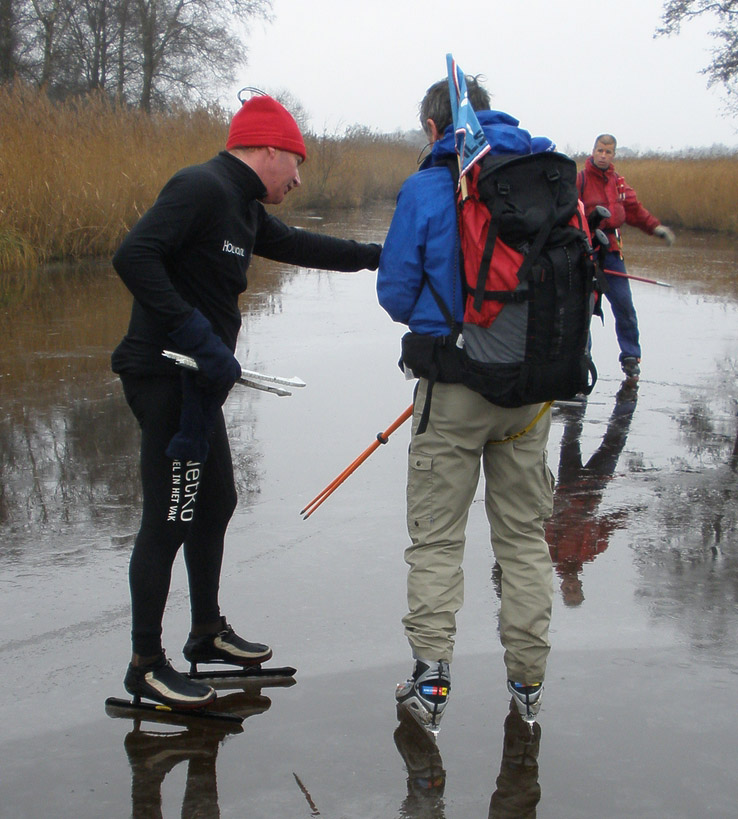
Łyżwiarze na zamarzniętym kanale w Holandii

Łyżwiarstwo wyprawowe różni się od innych form łyżwiarstwa na świeżym powietrzu ze względu na aspekt przemieszczania się na dłuższe odległości. W niektórych miejscach, np. w Szwecji, Finlandii, czy Kanadzie przygotowywane są turystyczne trasy zimowe. Mogą to być odcinki kilkukilometrowe, ale też przejazdy wielodniowe. Nie ma jednej kanonicznej formy tej aktywności, jednak istnieje dedykowany sprzęt w typie nordyckim bądź holenderskim.  
W Holandii, która ma łagodniejszy klimat, jeździ się na zamarzających kanałach, niekiedy oznakowanych jak szlaki turystyczne. Holenderskie łyżwy przypominają bardziej sprzęt do łyżwiarstwa szybkiego.
W Skandynawii specjalne łyżwy przymocowuje się do butów górskich bądź narciarskich. Ze względów bezpieczeństwa zaleca się zabieranie odpowiedniego sprzętu ratunkowego, jak kolce asekuracyjne, lina, nieprzemakalny plecak służący jako kamizelka ratunkowa, czy kij do sprawdzania grubości lodu.